# Cá heo lưng bướu Đại Tây Dương
Sousa teuszii là một loài động vật có vú trong họ Delphinidae, bộ Cetacea. Loài này được Kükenthal mô tả năm 1892.